# Norges U20-damlandslag i handboll
Norges U20-damlandslag i handboll representerar Norges damer i handboll vid U19-EM och U20-VM.